# Evangelistář
Evangelistář (z lat. evangelistarium) je kniha obsahující výňatky z evangelií připadajících na neděle a svátky, kterým se také říká perikopy.
Mezi nejstarší evangelistáře patří např. Evangelistář Gedoscalcův (781–783), Codex Egberti (Reichenau, 980–993), Kniha perikop Jindřicha II. (Reichenau, okolo 1012), Kodex abatyše Uty (1020–1025) nebo Kodex vyšehradský (snad Čechy, 1085).
Termín „evangelistář“ ve výše uvedeném významu, spolu s pojmovým rozlišením „evangelistář“ vs. „evangeliář“, je dnes součástí odborné terminologie (kodikologie, liturgika). V běžné církevní mluvě se pro oba typy liturgických knih bez rozlišení používá označení „evangeliář“. (V novověku tištěné „evangeliáře“ pro liturgické použití snad bez výjimky mají charakter evangelistáře, předčítání čtení ze souvislého biblického textu v římskokatolické liturgii dávno vyšlo z užívání.)